# Ярнефельт
Я́рнефельт (фин. Järnefelt) — скандинавский дворянский род. Финская ветвь начинается со времён Северной войны.
Финская ветвь Ярнефельтов была внесена в дворянский матрикул рыцарского дома Финляндии в 1818 году под № 42.

## Известные представители рода
- Ярнефельт, Август Александер (1833—1896) — финский генерал-лейтенант, военный топограф, губернатор и сенатор.
- Ярнефельт, Арвид (1861—1932) — финский писатель, сын Александра Ярнефельта
- Ярнефельт, Ээро (1863—1937) — финский живописец, график, профессор, сын Александра Ярнефельта
- Ярнефельт, Эдвард Армас — финский композитор и дирижёр, сын Александра Ярнефельта
- Ярнефельт, Айно (1871—1969) — жена композитора Яна Сибелиуса, дочь Александра Ярнефельта